# Amage
Amage é uma comuna francesa na região administrativa de Borgonha-Franco-Condado, no departamento de Alto Sona. Estende-se por uma área de 6,54 km². Em 2010 a comuna tinha 332 habitantes (densidade: 50,8 hab./km²).